# مارلیز ایچنر کلینگمن
مارلیز ایچنر کلینگمن (آلمانی: Marliese Echner-Klingmann; ۲۶ ژانویهٔ ۱۹۳۷ – ۱۶ نوامبر ۲۰۲۰) شاعر، و نویسنده اهل آلمان بود.
او در سال ۲۰۰۸ جایزه 
Heimatmedaille des Landes را دریافت کرد.